# Renaissance (Vanilla Fudge)
Renaissance è il terzo album discografico del gruppo musicale rock statunitense Vanilla Fudge, pubblicato nel 1968. 

## Tracce
1. The Sky Cried/When I Was a Boy (Mark Stein/Tim Bogert) – 7:36
2. Thoughts (Vince Martell) – 3:28
3. Paradise (Stein/Carmine Appice) – 5:59
4. That's What Makes a Man (Stein) – 4:28
5. The Spell That Comes After (Calvin Schenkel) – 4:29
6. Faceless People (Appice) – 5:55
7. Season of the Witch (Donovan Leitch) + We Never Learn (Essra Mohawk) – 8:40

## Formazione
- Carmine Appice - batteria, voce
- Tim Bogert - basso, voce
- Vince Martell - chitarra, voce
- Mark Stein - voce principale, tastiere